# إدراك العاطفة
 إدراك العاطفة  يشير إلى القدرة على فهم والتعرف على العاطفة في الآخرين، بما في ذلك العمليات البيولوجية والفسيولوجية اللازمة. ينظر إلى المشاعر عادة على أنها تتكون من ثلاث مكونات: التجربة الذاتية، والتغيرات الجسدية، والتقييم المعرفي؛ إدراك العاطفة هو القدرة على اتخاذ قرارات دقيقة حول تجربة ذاتية من خلال تفسير التغيرات الجسدية من خلال الأنظمة الحسية المسؤولة عن تحويل هذه التغيرات الملاحظة إلى تمثيلات عقلية. يعتقد أن القدرة على إدراك العواطف تكون فطرية وخاضعة للتأثير البيئي كما أنها عنصر حاسم في التفاعلات الاجتماعية. تعتمد طريقة تأثر وتفسير الانفعالات على كيفية إدراكها. وبالمثل، فإن طريقة النظر إلى العاطفة تعتمد على التجارب والتفسيرات السابقة. يمكن إدراك العواطف بصريًا، أو سمعياً، أو من خلال الرائحة وأيضًا من خلال الأحاسيس الجسدية.

## طرق الإدراك
يمكن أن يتم إدراك العواطف من خلال العمليات الحسية البصرية والسمعية والشمية والفيسيولوجية. يمكن للأفعال غير اللفظية أن تزود الشخص بمعلومات عن الحالات الشخصية والعاطفية. يعتقد أن هذه المعلومات غير اللفظية تحتفظ بأهمية خاصة وأنظمة حسية، ويشتبه في أن بعض مناطق الدماغ تتخصص في فك تشفير المعلومات العاطفية من أجل المعالجة السريعة والفعالة.

### الإدراك البصري
إن النظام البصري هو النمط الأساسي للإدراك، حيث يتلقى به الأشخاص المعلومات العاطفية. يستخدم الناس الإشارات العاطفية التي يعرضها الشركاء الاجتماعيون لاتخاذ قرارات بشأن الحالة العاطفية. يمكن أن تكون الإشارات العاطفية في شكل تعبيرات الوجه، والتي هي في الواقع مزيج من العديد من مجموعات من العضلات المتميزة داخل الوجه، أو حركات جسدية معينة تنم عن حالات عاطفية معينة، أو قد يتم تفسير الإشارات العاطفية من خلال حالة أو بيئة معروفة أن لها خصائص عاطفية خاصة (مثل الجنائز، أوعرس، أو حرب، الخ). في حين أن النظام المرئي هو الوسيلة التي يتم من خلالها جمع المعلومات العاطفية، فإن التفسير المعرفي والتقييم لهذه المعلومات يعطيه قيمة عاطفية، ويقوم بتجميع الموارد المعرفية المناسبة، ثم يبدأ استجابة فيسيولوجية. لا تقتصر هذه العملية على الإدراك البصري، بل قد تتداخل في الواقع مع أنماط الإدراك الأخرى، مما يشير إلى وجود نظام حسي عاطفي يشتمل على عمليات إدراكية متعددة تتم معالجتها جميعًا من خلال قنوات مماثلة.

#### تعرف الوجوه
يدور قدر كبير من الأبحاث حول إدراك العاطفة حول كيفية إدراك الناس للعاطفة في تعبيرات الوجوه الأخرى. ما إذا كانت العاطفة الموجودة في وجه شخص ما مصنفة بشكل قاطع أو من خلال أبعاد التكافؤ والإثارة، فإن الوجه يقدم إشارات موثوقة إلى الحالة العاطفية الذاتية. بقدر الكفاءة التي يتمتع بها البشر في التعرف على العاطفة في وجه شخص آخر، تنخفض الدقة بشكل كبير لمعظم العواطف، باستثناء السعادة، عندما تكون ملامح الوجه مقلوبة (أي وضع الفم فوق العينين والأنف)، مما يؤكد أن الوسيلة الأساسية لتعرف الوجوه يتضمن تحديد السمات الفراغية التي تشبه وجهًا نموذجيًا، بحيث يتم وضع العينين فوق الأنف فوق الفم؛ أي تشكيلات أخرى من الميزات لا تشكل على الفور وجهًا وتحتاج إلى تلاعب فراغي إضافي لتحديد مميزات تشبه الوجه.

##### وجهات النظر حول تقسيم العواطف
تركز الأبحاث في تصنيف العواطف المدركة حول الجدل بين وجهتي نظر متميزتين بشكل أساسي. يفترض جانب واحد من النقاش أن العواطف هي كيانات منفصلة ومتميزة بينما يقترح الجانب الآخر أن العواطف يمكن تصنيفها كقيم على أبعاد التكافؤ (إيجابي مقابل سلبي) والإثارة (الهدوء / اللطف مقابل الإثارة / الغضب). أيد عالم النفس بول إيكمان وجهة نظر العاطفة المنفصلة عن طريق عمله الرائد الذي يقارن فيه إدراك العاطفة والتعبير عنها بين الحضارات المتحضرة والحضارات السابقة. استنتج إيكمان أن القدرة على إنتاج وإدراك العواطف هي قدرة فطرية وأن العواطف تتجلى بشكل قاطع كمشاعر أساسية (الغضب، والاشمئزاز، والخوف، والسعادة، والحزن، والمفاجأة). حظيت الرؤية البعدية البديلة بدعم من عالم النفس جيمس راسل، الذي اشتهر بمساهماته في مجال العاطفة. وصف راسل المشاعر بأنها البناء الذي تكمن فيه أبعاد التكافؤ والإثارة وهي مزيج من هذه القيم التي تحدد الانفعالات. سعى عالم النفس روبرت بلوتشك إلى التوفيق بين هذه الآراء واقترح أن تعتبر بعض العواطف «عواطف أولية» والتي يتم تجميعها إما إيجابًا أو سلبيًا، ثم يمكن دمجها لتشكيل عواطف أكثر تعقيدًا، والتي تعتبر أحيانًا «مشاعر ثانوية»، مثل الندم، والذنب، والتوقع. خلق بلوتشيك «عجلة العواطف» لتوضيح نظريته.

##### الثقافة
تلعب الثقافة دورًا كبيرًا في إدراك العاطفة، وعلى الأخص في إدراك تعبيرات الوجه. على الرغم من أن ملامح الوجه تنقل معلومات هامة، إلا أن المناطق العلوية (العين / الحاجب) والمنطقة السفلية (الفم / الأنف) في الوجه لها صفات مميزة يمكن أن توفر معلومات متسقة ومتضاربة. بما أن القيم، وجودة التفاعلات الاجتماعية تختلف عبر الثقافات، يُعتقد أن إدراك تعبيرات الوجه يتم التحكم فيه وفقًا لذلك. في الثقافات الغربية، حيث تنتشر العاطفة العلنية، يتم الحصول على المعلومات العاطفية في المقام الأول من مشاهدة ملامح الفم، وهو الجزء الأكثر تعبيرا من الوجه. ومع ذلك، ففي الثقافات الشرقية، حيث يكون التعبير العاطفي العلني أقل شيوعًا، يلعب الفم دورًا أقل في التعبير العاطفي، حيث يتم الحصول على المعلومات العاطفية غالبًا من مشاهدة المنطقة العلوية من الوجه، وفي المقام الأول العينين. هذه الاختلافات الثقافية تشير إلى وجود مكون بيئي وثقافي قوي في التعبير عن الانفعالات والإحساس العاطفي.

##### السياق
على الرغم من أن تعبيرات الوجه تنقل معلومات عاطفية أساسية، يلعب السياق أيضًا دورًا مهمًا في تقديم معلومات عاطفية إضافية وتعديل أي عاطفة يُنظر إليها فعليًا في تعبيرات الوجه. تأتي السياقات في ثلاث فئات: السياق القائم على التحفيز، حيث يتم دمج تعبيرات الوجه مع مدخلات حسية أخرى ذات قيمة إعلامية؛ السياق المرتكز على الملاحظة، حيث يمكن للعمليات داخل الدماغ أو جسد الشخص المدرك أن تشكل إدراك العاطفة؛ والسياقات الثقافية التي تؤثر على ترميز أو فهم تعبيرات الوجه.

### السمع
يمكن أن يوفر النظام السمعي معلومات انفعالية هامة عن البيئة. أصوات البشر، والصراخ، والتذمر، والموسيقي يمكن أن تنقل المعلومات العاطفية. تميل التفسيرات العاطفية للأصوات إلى الاتساق التام. يتم تحديد الإدراك العاطفي في الصوت من خلال تحليل الدراسات البحثية، من خلال بعض المعلمات اللحنية مثل حدة الصوت والمدة الزمنية، حيث تعرف الطريقة التي يعبر بها المتحدث عن عاطفته باسم الترميز. وبالمثل، يمكن للمستمع الذي يحاول تحديد عاطفة معينة على النحو الذي يقصده المتكلم فك ترميز هذه العاطفة. تتضمن الطرق الأكثر تعقيدًا التلاعب أو الدمج بين معلمات هامة في إشارة الكلام (على سبيل المثال، درجة الصوت، والمدة، وارتفاع الصوت، وجودة الصوت) في كل من الكلام العاطفي الطبيعي والمحاكاة. تميل حدة الصوت ومدته إلى الإسهام بشكل أكبر في الإدراك العاطفي من ارتفاع الصوت. لطالما عرفت الموسيقى بتأثيرها العاطفي وهي إستراتيجية شائعة في تنظيم العواطف. عندما يتم تقييم العواطف الموجودة في الموسيقى الكلاسيكية، يمكن للمهنيين الموسيقيين تحديد جميع العواطف الأساسية الستة، حيث السعادة والحزن الأكثر تمثيلاً، ثم يلي ذلك في تناقص ترتيب الأهمية، الغضب، والخوف، والمفاجأة، والاشمئزاز. يمكن فهم عواطف السعادة، والحزن، والخوف، والهدوء في مدة قصيرة من التعرض للمؤثر، حيث تترواح من 9 إلى 16 ثانية.

### الشم والرائحة
تؤثر الرhzpm أيضًا على الحالة المزاجية، فعلى سبيل المثال هناك طرق للعلاج بالروائح العطرية، ويمكن للبشر استخراج المعلومات العاطفية من الروائح بقدر ما يمكنهم من تعابير الوجه والموسيقى العاطفية. قد تكون الروائح قادرة على ممارسة آثارها من خلال التعلم والإدراك الواعي، بحيث يتم تعلم الاستجابات المرتبطة عادة بالروائح الخاصة من خلال الارتباط بتجاربهم العاطفية المتطابقة. وقد وثقت الأبحاث المتعمقة أن العاطفة التي أثارتها الروائح، سواء كانت ممتعة أو غير ممتعة، تؤثر على نفس الارتباطات الفيسيولوجية نفسها للعاطفة مع غيرها من الآليات الحسية.

### الإحساس الجسدي
ركزت نظريات العاطفة على الإدراك والخبرة الذاتية والتقييم المعرفي. تتضمن النظريات السائدة للعاطفة والإحساس العاطفي ما هو نوع العاطفة التي يتم إدراكها، وكيف ينظر إلى العاطفة الجسدية، وفي أي مرحلة من أحداث العاطفة يتم إدراكها وترجمتها إلى تجربة ذاتية وجسدية.

#### نظرية جيمس-لانج
بعد تأثير رينيه ديكارت وأفكاره فيما يتعلق بالانقسام بين الجسد والعقل، في عام 1884 اقترح وليام جيمس نظرية أنه لا يتصرف جسم الإنسان استجابة لحالتنا العاطفية، كما يوحي المنطق الشائع، ولكننا نفسر عواطفنا على أساس الحالة الجسدية الحالية. على حد تعبير جيمس، «نشعر بالحزن لأننا نبكي، غاضبين لأننا نتعرض للهجوم، خائفين لأننا نرتعد، لا نبكي، ولا نهاجم، ولا نرتعد لأننانشعر بالأسي أو الغضب أو الخوف، كما قد يفهم البعض». كان جيمس يعتقد أنه هناك أنماطًا مادية مميزة ومتميزة ترسم انطباعات محددة. في الوقت نفسه، وصل عالم النفس كارل لانج إلى نفس الاستنتاج حول تجربة العواطف. وهكذا، فإن فكرة أن الشعور العاطفي هو نتيجة إدراك أنماط محددة من الاستجابات الجسدية تسمى نظرية جيمس-لانج للعاطفة. دعماً لنظرية جيمس لانغ للعاطفة، اقترح سيلفان تومكينز فرضية التغذية الراجعة للوجه في عام 1963؛ اقترح أن تعبيرات الوجه تحفز في الواقع تجربة العواطف وليس العكس. تم اختبار هذه النظرية في عام 1974 من قبل جيمس لايرد في تجربة حيث طلب لايرد من المشاركين أن يحملوا قلم رصاص إما بين أسنانهم (ينتجون ابتسامة مصطنعة) أو بين شفتهم العليا وأنفهم (ينتج عبوس بشكل مصطنع) ثم يقومون بتقييم بعض الرسوم الكرتونية. وجد لايرد أن هذه الرسوم تم تصنيفها على أنها أكثر تسلية من قبل المشاركين الذين يحملون قلم رصاص بين أسنانهم. بالإضافة إلى ذلك، سجل بول إيكمان بيانات فسيولوجية واسعة، حيث استجاب المشاركون لتعبيرات وجهه العاطفية الأساسية، ووجد أن معدل ضربات القلب يزيد في الحزن، والخوف، والغضب، ولكن لم يتغير في حالة السعادة أو المفاجأة أو الاشمئزاز، كما ارتفعت درجة حرارة الجلد عند الغضب فقط ولكن ليس العواطف الأخرى. في حين أن علماء النفس المعاصرين لا يزالون يتفقون مع نظرية جيمس لانغ للعاطفة، فإن الانفعالات الذاتية البشرية معقدة وردود الفعل الجسدية لا تفسر بالكامل التجربة العاطفية الذاتية.

#### نظرية كانون-بارد للعاطفة
اتفق والتر كانون وتلميذه فيليب بارد على أن الاستجابات الفسيولوجية لعبت دورًا حاسمًا في العواطف، ولكنهم لم يعتقدوا أن الاستجابات الفسيولوجية وحدها يمكن أن تفسر التجارب العاطفية الذاتية. جادلوا بأن الاستجابات الفسيولوجية كانت بطيئة جداً بالنسبة إلى الوعي الذاتي السريع والمكثف نسبيًا للعاطفة والتي غالبًا ما تكون هذه المشاعر متشابهة وغير محسوسة للناس في مثل هذا الإطار الزمني القصير. اقترح كانون أن العقل والجسم يعملان بشكل مستقل في تجربة العواطف مثل اختلاف استجابة مناطق الدماغ (القشرة المخية في مقابل ما تحت القشرة المخية) لحافز معين ينتج عنه استجابة عاطفية وجسدية. يتضح هذا أفضل من خلال تخيل لقاء مع دب رمادي. يمكنك في وقت واحد تجربة الخوف، والبدء في العرق، وزيادة معدل ضربات القلب، ومحاولة الجري. كل هذه الأشياء ستحدث في نفس الوقت.

#### نظرية العامل الثنائي
صاغ ستانلي شاشتر وطالبه جيروم سينغر نظريتهم في العاطفة بناء على دليل أنه بدون منبه حافز حقيقي، لا يستطيع الناس أن ينسبوا عواطف محددة إلى حالاتهم الجسدية. كانوا يعتقدون أنه يجب أن يكون هناك عنصر إدراكي في إدراك الانفعالات إلى ما هو أبعد من مجرد التغيرات الجسدية والمشاعر الذاتية. اقترح شاشتر وسينغر أنه عندما يواجه شخص ما مثل هذا التحفيز المثير للعاطفة، فإنه سيدرك على الفور أعراضه الجسدية (التعرق وارتفاع معدل ضربات القلب في حالة الدب الأشهب). تم ابتكار نظريتهما كنتيجة لدراسة تم فيها حقن المشاركين إما بمحفز (أدرينالين) الذي يسبب ارتفاع معدل ضربات القلب، وتعرق راحة اليد، أو دواء وهمي. وقد تم إخبار المشاركين بعد ذلك ما هي تأثيرات الدواء أو لم يتم إخبارهم بأي شيء، ثم وضعوا في غرفة مع شخص لم يعرفوا من هو، وفقًا لخطة البحث، إما أن يلعبوا ويصنعوا الطائرات الورقية (حالة بهيجة) أو يتم سؤالهم أسئلة شخصية حميمة (حالة غاضبة). وجد أن المشاركين الذين يعرفون ما هي آثار الدواء نسبت حالتها الجسدية إلى آثار الدواء. ومع ذلك، فإن أولئك الذين لم تكن لديهم معرفة بالمخدر الذي حصلوا عليه يعزون حالتهم البدنية إلى الحالة مع الشخص الآخر في الغرفة. أدت هذه النتائج إلى استنتاج مفاده أن التفاعلات الفسيولوجية ساهمت في التجربة العاطفية من خلال تسهيل تقييم معرفي مركّز لحدث معين من الناحية الفسيولوجية، وأن هذا التقييم كان ما عرّف التجربة العاطفية الذاتية. وهكذا كانت العواطف نتيجة لعملية ذات مرحلتين: الأولى، الاستثارة الفسيولوجية في الاستجابة لمحفز مثير للدهشة، وثانيًا، التطوير المعرفي للسياق الذي حدث فيه التحفيز.

## القواعد العصبية
الإدراك العاطفي هو في الأساس عملية إدراكية مدفوعة بنظم دماغ معينة يعتقد أنها متخصصة في تحديد المعلومات العاطفية وبالتالي تخصيص الموارد المعرفية المناسبة لإعداد الجسم للرد والاستجابة. لا تزال العلاقة بين مختلف المناطق غير واضحة، ولكن بعض المناطق الرئيسية قد تم اكتشاف دورها في جوانب معينة من الإدراك العاطفي والمعالجة بما في ذلك المناطق المشتبه في مشاركتها في معالجة الوجوه والمعلومات العاطفية.

### منطقة الوجه المغزلي
منطقة الوجه المغزلي ، وهي جزء من التلفيف المغزلي، وهي منطقة يعتقد البعض أنها متخصصة في تحديد والتعرف علي الوجوه البشرية، على الرغم من أن آخرين يشكون في أنها مسؤولة عن التمييز بين الأشياء المعروفة مثل السيارات والحيوانات. وجدت دراسات التصوير العصبي نشاط في هذه المنطقة استجابة للمشاركين الذين يشاهدون صورًا لوجوه نمطية، ولكن ليس وجوهًا ممزوجة أو مقلوبة، مما يوحي بأن هذه المنطقة متخصصة لمعالجة الوجوه البشرية وليس المواد الأخرى. كانت هذه المنطقة موضع نقاش متزايد وبينما قد يقترب بعض علماء النفس من منطقة الوجه المغزلي بطريقة مبسطة، من حيث أنها متخصصة في معالجة الوجوه البشرية، فمن المرجح أن تكون هذه المنطقة لها دور أيضاً في المعالجة البصرية للعديد من الكائنات المألوفة والمنتشرة في البيئة. إن ضعف القدرة على التعرف على الاختلافات الطفيفة في الوجوه من شأنه أن يعوق بشكل كبير إدراك العاطفة ومعالجتها، وأيضاً يؤثر علي التفاعلات الاجتماعية والاستجابات البيولوجية المناسبة للمعلومات العاطفية.

### المحور الوطائي-النخامي-الكظري
المحور الوطائي-النخامي-الكظري (HPA) يلعب دورًا في إدراك العواطف من خلال تحكمه الاستجابة الفسيولوجية. يحدث هذا من خلال إطلاق الهرمون المطلق لموجهة القشرة، والمعروف أيضًا باسم الهرمون المطلق للكورتيكوتروبين (CRH)، من النهايات العصبية في البروز الوسيط الذي يقع في النواة البطينية في تحت المهاد، التي تحفز الهرمون الموجه لقشر الكظر في الغدة النخامية الأمامية، والتي بدورها تحرض إطلاق الكورتيزول من قشرة الغدة الكظرية. ويعتقد أن هذه العملية التدريجية التي بلغت ذروتها عند إطلاق الهرمونات المنشطة استجابة للمنبهات البيئية تبدأ من اللوزة المخية (amygdala)، التي تقيم الأهمية العاطفية للظواهر المرصودة. تعمل الهرمونات القشرية المفرزة ردود فعل سلبية على النظام وأيضاً علي قرن آمون، والتي بدورها تنظم عملية إيقاف استجابة الإجهاد البيولوجي هذه. ومن خلال هذه الاستجابة يتم تشفير المعلومات على أنها استجابة عاطفية وجسدية، مما يجعل محور HPA مكونًا مهمًا في إدراك الانفعال.

### اللوزة الدماغية
يبدو أن اللوزة الدماغية لها دور محدد في الانتباه إلى المنبهات العاطفية. اللوزة هي منطقة صغيرة على شكل اللوز داخل الجزء الأمامي من الفص الصدغي. أثبتت العديد من الدراسات التي أجريت على الرئيسيات غير البشرية والمرضى الذين يعانون من أمراض باللوزة، بالإضافة إلى الدراسات التي تستخدم تقنيات التصوير العصبي الوظيفي، أهمية اللوزة في تحديد تعبيرات الوجه وحركة العين. أكدت دراسات أخرى على أهمية اللوزة الدماغية لتحديد التعبيرات الانفعالية التي يعرضها الآخرون، ولا سيما العواطف المرتبطة بالتهديد مثل الخوف، وأيضاً الحزن والسعادة. وبالإضافة إلى ذلك ، تشارك اللوزة في الاستجابة للعروض غير الوجهية للعاطفة، بما في ذلك المثيرات السمعية غير السارة، والمثيرات الحسية الذوقية، وفي الذاكرة للحصول على المعلومات العاطفية. تتلقى اللوزة معلومات من كل من المهاد والقشرة. تكون المعلومات من المهاد بالتفاصيل، وتتلقاها اللوزة بسرعة كبيرة جدًا، بينما تكون المعلومات الواردة من القشرة أكثر تفصيلاً ولكنها تتلقى ببطء أكبر. بالإضافة إلى ذلك، فإن دور اللوزة في تعديل الانتباه نحو المنبهات الخاصة بالعاطفة قد يحدث من خلال الإسقاطات من النواة المركزية من اللوزة المخية إلى الخلايا العصبية الكولينية، والتي تقلل من عتبات تنشيط الخلايا العصبية القشرية وتحاول معالجة المعلومات القشرية.

## إدراك العواطف المختلة
هناك اختلافات فردية كبيرة في إدراك الانفعالات، وهناك مجموعات معينة من الأشخاص يظهرون استجابات غير طبيعية. وتصنف بعض الاضطرابات في جزء منها عن طريق إدراك العاطفة غير السليمة وغير الطبيعية في حين أن غيرها، مثل اضطرابات المزاج، تبدي معالجة عاطفية متطابقة مع المزاج. ما إذا كانت المعالجة غير الطبيعية تؤدي إلى تفاقم بعض الاضطرابات أو أنها نتيجة لهذه الاضطرابات هو أمر غير واضح حتى الآن، إلا أن الصعوبات أو حالات العجز في الإدراك العاطفي شائعة بين مختلف الاضطرابات.
البحث عن الوجه وإدراك العاطفة لدى الأفراد المصابين بالتوحد هو أمر غير حاسم. وقد توصلت الأبحاث السابقة إلى وجود استراتيجيات معالجة غير نمطية لمعالجة الوجوه بين مرضي التوحد كما أن لهم ذاكرة أفضل للمناطق السفلية مقابل العلوية من الوجه، وقدرة إضافية لتحديد الوجوه المجهولة جزئياً. يميل الأفراد المصابون بالتوحد إلى إظهار عجز في الدوافع الاجتماعية التي قد تقلل من التجربة الكلية مع الوجوه وهذا بدوره قد يؤدي إلى تخصص غير طبيعي في القشرة للأوجاع وانخفاض كفاءة المعالجة. ومع ذلك، لم يتم تكرار هذه النتائج بشكل كافٍ، ووجدت بعض الدراسات التحليلية أن هناك القليل من المعالجة التفاضلية للوجه بين الأفراد الذين يعانون من التوحد، على الرغم من أن الأشخاص المصابين بالتوحد لديهم ذاكرة سيئة للوجه والعينين، وهو ما يمكن أن يؤثر علي العاطفة. يعاني الأفراد المصابون بالفصام أيضًا من صعوبات في جميع أنواع إدراك التعبير عن انفعالات الوجه، ودمج المعلومات السياقية في اتخاذ القرارات العاطفية. وقد أظهرت الدراسات التصويرية العصبية وهيكلة الأعصاب في هؤلاء المرضى عدم سلامة الخلايا العصبية، وانخفاض في حجم اللوزة الدماغية، والمهاد، وقرن آمون وقد أثبتت الدراسات التي تستخدم تقنيات التصوير العصبي الوظيفي فشلًا في تنشيط المناطق الحرجية استجابةً للمؤثرات الانفعالية، كل ذلك قد يسهم في ضعف الأداء النفسي الاجتماعي.
في المرضى الذين يعانون من اضطراب اكتئابي رئيسي، أظهرت الدراسات عليهم إما ضعفًا عامًا أو محددًا في تحديد تعبيرات الوجه العاطفية، أو التحيز نحو تحديد التعبيرات على أنها حزينة. وقد أشارت الدراسات التصويرية العصبية، والباثولوجيا العصبية في المرضى الذين يعانون من اضطراب اكتئابي رئيسي شذوذ داخل التلفيف الحزامي الأمامي الفرعي السفلي، وانخفاض داخل منطقة قرن آمون، واللوزة.
وبالمثل، فإن القلق يرتبط بشكل شائع مع الأفراد القادرين على إدراك التهديد عندما لا يوجد في الواقع أي شيء، وينتبهون بسرعة إلى اشارات التهديد أكثر من الاشارات الأخرى. كشكل من أشكال القلق، فإن اضطراب الإجهاد اللاحق للصدمة(PTSD) يظهر أيضًا اهتمام غير طبيعي تجاه اشارات التهديد، وعلى وجه الخصوص، المحفزات التي تهدد الشخص المعني بالصدمة النفسية، مما يجعل هذا الانحياز في هذا السياق مناسبًا، ولكنه خارج السياق يكون غير مؤهل. مثل هذه المعالجة من العاطفة يمكن أن تغير قدرة الأفراد على تقييم مشاعر الآخرين بدقة أيضًا. لوحظ أن الأمهات اللواتي يعانين من اضطراب ما بعد الصدمة المرتبط بالعنف يظهرن انخفاضًا ملحوظًا في التنشيط القشري الأمامي استجابة لرؤية أطفالهم الصغار في حالات عقلية ضعيفة أو ميئوس منها، وهو ما يرتبط أيضًا بشدة أعراض اضطراب ما بعد الصدمة الوليدي، والإجهاد الوراثي الذاتي، وصعوبة في تحديد العواطف والتي بدورها تؤثر على تقديم الرعاية الحساسة. علاوة على ذلك، إساءة معاملة الأطفال ارتبطت أيضًا بتحيّزات الانفعال العاطفي، وأبرزها تجاه عاطفة الغضب الخاصة بالتجربة. وقد وجدت الأبحاث أن الأطفال المعتدى عليهم يظهرون تحيزًا للانتباه تجاه الوجوه الغاضبة. من المعتقد أن هذه الأطفال تتكيف مع العواطف الغاضبة لأن هذا قد يكون مقدمة للخطورة والضرر والتعرّف السريع حتى على إشارات الغضب البسيطة التي يمكن أن تسهل قدرة الطفل على الهروب.

## طرق البحث
يستخدم الباحثون عدة طرق مصممة لفحص التحيز نحو المنبهات العاطفية لتحديد بؤرة المنبهات العاطفية الخاصة، والاختلافات في إدراك الانفعالات، وكذلك التحيزات الموجهة نحو المنبهات العاطفية. تتضمن الطرق الأكثر استخداماً تأثير ستروب المعدل، ومهام البحث المرئي، ومهام التخزين المكاني.
يعرض اختبار ستروب، أنواعًا مختلفة من الكلمات (على سبيل المثال ، التهديد والحياد) بألوان مختلفة. ثم يطلب من المشارك تحديد لون الكلمة مع تجاهل المحتوى الدلالي الفعلي. تشير زيادة وقت الاستجابة للإشارة إلى لون الكلمات التهديدية بالنسبة للكلمات المحايدة إلى وجود ميل متعمد نحو هذا التهديد. ومع ذلك ، فإن هذا الاختبار له بعض الصعوبات في التفسير بالإضافة إلى عدم وجود بديل لقياس تخصيص الانتباه المكاني. لمعالجة بعض القيود الخاصة بتأثير ستروب، هناك اختيار آخر يسمي نقطة الفحص، حيث يعرض كلمتين أو صورتين على شاشة الكمبيوتر (واحدة في الأعلى أو اليسار والأخرى في الأسفل أو اليمين، على التوالي) وبعد عرض موجز للمحفزات، في كثير من الأحيان أجزاء من الثانية، يظهر التحقيق في مكان واحد من اثنين من المحفزات ويطلب من المشاركين الضغط على زر يشير إلى موقع التحقيق. تؤدي أوقات الاستجابة المختلفة بين الهدف (على سبيل المثال، التهديد) والمحفزات المحايدّة إلى التحيّز إلى معلومات الهدف مع أوقات استجابة أقصر عندما يكون المسبار في مكان المنبهات المستهدفة مما يدل على انحياز الانتباه لهذا النوع من المعلومات. في مهمة أخرى لفحص تخصيص الانتباه المكاني، تتضمن مهمة البحث المرئي الكشف عن محفز هدف مضمن في مصفوفة من المشتتات (على سبيل المثال، وجه غاضب بين عدة وجوه محايدة أو عاطفية أخرى أو العكس). تؤدي أوقات الكشف الأسرع للعثور على محفزات عاطفية بين المحفزات المحايدة أو مرات الكشف البطيئة للعثور على محفزات محايدة بين الانحرافات العاطفية إلى التحيز المتعمد لمثل هذه المحفزات. تطلب مهمة التخزين المكاني من المشاركين التركيز على نقطة تقع بين مستطيلين يتم عندها عرض إشارة، إما في شكل أن واحد من المستطيلات يضيء أو أن بعض المحفزات العاطفية تظهر داخل أحد المستطيلات، وهذا التلميح إما أن يوجه الانتباه نحو أو بعيداً عن الموقع الفعلي للمنبهات المستهدفة. ثم يضغط المشاركون على زر يشير إلى موقع المحفزات المستهدفة مع أوقات استجابة أسرع مما يشير إلى انحياز الانتباه نحو مثل هذه المحفزات.

## وصلة خارجية
- Online Demo: Emotion recognition from speech, University of Patras, Wire Communication Lab
- Facial Emotion Expression Lab
- موسوعة الفلسفة على الإنترنت: نظرية العاطفة